# Textos budistas de Gandara
Os Textos budistas de Gandara ou Gandhara são os mais antigos manuscritos budistas já descobertos, datando de cerca do século I d.C. Eles estão escritos em gandari, e são possivelmente os mais antigos textos índicos no todo. Eles foram vendidos para indivíduos e instituições europeias e japonesas, e estão sendo atualmente recuperados e estudados por diversas universidades. 
Os textos de Gandara estão num estado de considerável deterioração (a sobrevivência deles em si já é extraordinária), porém hipóteses sobre reconstrução têm sido possíveis em vários casos, utilizando tanto técnicas modernas de preservação quanto erudição textual tradicional, comparando versões já conhecidas dos textos em pāli e em sânscrito híbrido budista. Vários textos budistas de Gandara foram achados nos últimos dois séculos, porém foram perdidos ou destruídos. Os textos são atribuídos à escola Dharmaguptaka por Richard Salomon, o principal estudioso na área.

## Coleções

### A coleção da Biblioteca Britânica
Em 1994, a Biblioteca Britânica adquiriu cerca de oitenta fragmentos de manuscritos de Gandara datados da primeira metade do século primeiro. Eles foram escritos em cortiça de bétula e armazenados em potes de barro, preservando-os. Acredita-se que foram encontrados no leste do Afeganistão (Bamiã, Jalalabade e Hadda, as quais faziam parte de Gandara), e que as jarras estavam enterradas em monastérios antigos. Um time tem trabalhado para tentar decifrar os manuscritos: três volumes apareceram até o presente (2009). Os manuscritos foram escritos em gandari utilizando carácteres Kharoṣṭhī, e por isso são algumas vezes chamados de manuscritos kharosthi.
A coleção é composta de uma diversidade de textos: um Dhammapada, discursos do Buda (por exemplo o Sutra do chifre de rinoceronte), Avadanas e Purvayogas, comentários e textos Abidarma. Evidências sugerem que estes textos possam pertencer à escola Dharmaguptaka. Há uma inscrição numa das jarras que menciona esta escola, havendo também algumas evidências textuais.

### A coleção Senior
A coleção Senior foi comprada por R. Senior, um colecionador britânico. A coleção Senior talvez seja um pouco menos antiga do que a coleção da Biblioteca Britânica. Ela consiste quase inteiramente de sutras canônicos e, tal como a coleção da Biblioteca Britânica, foi escrita em cortiça de bétula e armazenada em jarras de barro. As jarras contêm inscrições mencionando nomes de meses macedônios aos invés de indianos, como é característico da era de Canisca I da qual é derivada.